# کوری انگلیش
کوری انگلیش (انگلیسی: Corri English؛ زادهٔ ۱۰ مهٔ ۱۹۷۸) هنرپیشه اهل ایالات متحده آمریکا است.
از فیلم‌ها یا برنامه‌های تلویزیونی که وی در آن نقش داشته‌است می‌توان به دکتر هاوس، هیئت منصفه فراری، سی‌اس‌آی: میامی، و مسابقه تا کوه جادوگران اشاره کرد.